# Atlantski jeseter
Atlantski jeseter (znanstveno ime Acipenser sturio) je riba iz družine jesetrov, ki je bila včasih razširjena vzdolž obal Evrope, danes pa je izjemno redka. Gre za skrajno ogroženo vrsto. Včasih so zanj uporabljali ime baltski jeseter, nedavno pa se znanstveniki ugotovili, da so jesetri iz Baltika v resnici druga vrsta, in sicer Acipenser oxyrinchus, ki sicer poseljuje atlantsko obalo Severne Amerike.

## Opis
Atlantski jeseter ima klinasto oblikovano glavo z dolgim gobcem, pod katerim ima občutljive izrastke za tipanje. Hrbtna plavut leži v zadnji polovici hrbta, vzdolž telesa pa poteka pet vrst okostenelih ploščic. Trebuh je rumene barve, hrbet pa je sivo-rjav. 
V dolžino lahko atlantski jeseter doseže do 6 m in lahko tehta do 400 kg, običajno pa te ribe dosegajo dolžino do okoli 1,25 m. Vrsta lahko doseže starost do 100 let. Samci spolno dozorijo med 12. in 14. letom, samice pa šele med 16. in 18. letom.  

## Razširjenost
Atlantski jeseter je nekoč poseljeval vode vzhodnega Atlantika, severnega Sredozemskega morja (tudi Jadransko morje), Črno morje, Severno morje in Baltik, drstila pa se je v rekah in pritokih rek, ki so se izlivale v ta morja. Danes se vrsta drsti le še v francoski reki Garonne.
V zadnjem času poskušajo vrsto ponovno naseliti v evropske reke, prve mladice so v naravo iz umetnih gojišč izpustili leta 1995. Leta 2012 so v Ren v bližini nizozemskega mesta Nijmegen izpustili novih 50 atlantskih jesetrov.
Atlantski jeseter je talna vrsta, ki se hrani z mehkužci in raki, ki jih išče s pomočjo izrastkov pod gobcem.
V začetku 19. stoletja so atlantskega jesetra množično lovili za proizvodnjo visoko kakovostnega kaviarja, od leta 1982 pa je vrsta v Evropi zaščitena. Tudi v Sloveniji je uvrščen na Seznam zavarovanih živalskih vrst.